# Kim Ju-young
Kim Ju-young (ur. 9 lipca 1988 w Seulu) – południowokoreański piłkarz występujący na pozycji obrońcy w chińskim klubie Hebei China Fortune oraz w reprezentacji Korei Południowej. Został powołany do kadry na Puchar Azji 2015.